# Nico Musoke
Nicholas "Nico" Musoke, född 5 april 1986, svensk boxare och MMA-utövare. Han påbörjade sin professionella MMA-karriär 2007, och tävlade i UFC åren 2013-2017. Han är Superior Challenges mellanviktsmästare sedan 11 maj, 2019.

## Karriär

### Tidig karriär
Sin första match gick Musoke mot Tomi Hietanen vid Shooto Finland: Chicago Collision 3. Han besegrade Tomi via submission i första ronden. Musoke radade efter det upp ytterligare tre förstarondssegrar.
Den 29 oktober 2010 drabbades Musoke av sin första förlust i karriären då han drogs ut av Danny Mitchell i andra ronden vid Superior Challenge 6. Musoke lyckades snabbt ta sig tillbaka från förlusten, då han slog ut Wiktor Sobczyk vid BoB 3 senare under året. Fem vinster, en förlust och en "no contest" senare kontrakterades han av UFC.

### UFC
Musoke gick sin första match i UFC den 26 oktober 2013, då han hoppade in för en skadad "Jycken" Cedenblad och tog sig an Alessio Sakara vid UFC Fight Night 30. Nico drog ut Sakara via en armbar i första ronden och succédebuten var ett faktum. Den 15 februari 2014 tog sig Musoke an Viscardi Andrade vid UFC Fight Night 36. Den matchen vann Musoke via enhälligt domlut.
Den 28 juni 2014 ställdes Musoke mot sitt hittills tuffaste motstånd, då han tog sig an Kelvin Gastelum vid UFC Fight Night 44. Matchen slutade med en domslutsseger till Gastelum, och Musoke förlorade därmed sin första match i organisationen.
Musoke var bokad för en match mot Amir Sadollah på UFC:s tredje gala i Sverige, UFC Fight Night Stockholm, som ägde rum den 4 oktober i Stockholm. Matchen ströks dock kort efter att den blev officiell, då Amir blev inbokad för en annan match. Musoke fick en ny motståndare i form av ryssen Alexander Yakovlev, och besegrade denne inför hemmapubliken i Globen via enhälligt domslut vid UFC Fight Night 53.
Den 13 december blev det klart att han skulle möta Albert Tumenov den 24 januari på UFC on Fox: Gustafsson vs. Johnson i Tele2 Arena i Stockholm. Musoke förlorade matchen mot Tumenov via enhälligt domslut.

### Superior Challenge
Musoke meddelade via sin officiella facebooksida att han skulle försvara sitt mellanviktsbälte mot brasilianen Marcelo Alfaya vid SC 20 den 7 december 2019. En match han vann via enhäligt domslut.

## Tävlingsfacit

### MMA
| Resultat | Facit | Motståndare                           | Metod                   | Evenemang                                | Datum            | Rond | Tid  | Plats                     | Notering                      |
| -------- | ----- | ------------------------------------- | ----------------------- | ---------------------------------------- | ---------------- | ---- | ---- | ------------------------- | ----------------------------- |
| Vinst    | 1-0   | Tomi Hietanen (FIN)                   | Submission (rear-naked) | Shooto Finland - Chicago Collision 3     | 17 november 2007 | 1    | 3:47 | Lahtis, Finland           |                               |
| Vinst    | 2-0   | Fredrik Klingsell (SWE)               | Submission (rear-naked) | The Zone FC 1                            | 9 februari 2008  | 1    | 1:16 | Solna, Sverige            |                               |
| Vinst    | 3-0   | Jeppe Fausing (DEN)                   | KO (slag)               | Fighter Gala 9                           | 30 augusti 2009  | 1    | 0:12 | Helsingör, Danmark        |                               |
| Vinst    | 4-0   | Premysl Nemec (DEN)                   | TKO (slag)              | Superior Challenge 5                     | 1 maj 2010       | 1    | 0:49 | Stockholm, Sverige        |                               |
| Förlust  | 4-1   | Danny Mitchell (ENG)                  | Submission (armbar)     | Superior Challenge 6                     | 29 oktober 2010  | 2    | 1:56 | Stockholm, Sverige        |                               |
| Vinst    | 5-1   | Wiktor Sobczyk (POL)                  | TKO (slag)              | Battle of Botnia 3                       | 4 december 2010  | 2    | 2:08 | Umeå, Sverige             |                               |
| Förlust  | 5-2   | Cathal Pendred (IRL)                  | Domslut (enhälligt)     | On Top Promotions 2                      | 18 juni 2011     | 2    | 5:00 | Glasgow, Skottland        |                               |
| Vinst    | 6-2   | Steven Ray (SCO)                      | Submission (rear-naked) | 1                                        | 4:56             |      |      |                           |                               |
| Vinst    | 7-2   | Olli Jaakko Uitto (FIN)               | Domslut (enhälligt)     | Cage 16 – 1st Defense                    | 8 oktober 2011   | 3    | 5:00 | Esbo, Finland             |                               |
| Vinst    | 8-2   | Kai Puolakka (FIN)                    | Submission (giljotin)   | Cage 18 – Turku                          | 3 mars 2012      | 3    | 1:39 | Åbo, Finland              |                               |
| Vinst    | 9-2   | Dean Caldwell (ENG)                   | TKO (slag)              | On Top Promotions 5                      | 2 juni 2012      | 1    | 3:49 | Glasgow, Skottland        |                               |
| N/C      | -     | Mickael Lebout (FRA)                  | No Contest (domarmiss)  | Vision FC 5                              | 1 december 2012  | 3    | 5:00 | Stockholm, Sverige        |                               |
| Vinst    | 10-2  | Ronny Alexander Landaeta Utrera (SPA) | Domslut (enhälligt)     | Golden Ring                              | 14 juni 2013     | 3    | 5:00 | Stockholm, Sverige        |                               |
| Vinst    | 11-2  | Alessio Sakara (ITA)                  | Submission (armbar)     | UFC Fight Night: Machida vs. Munoz       | 26 oktober 2013  | 1    | 3:07 | Manchester, England       |                               |
| Vinst    | 12-2  | Viscardi Andrade (BRA)                | Domslut (enhälligt)     | UFC Fight Night: Machida vs. Mousasi     | 15 februari 2014 | 3    | 5:00 | Jaraguá do Sul, Brasilien |                               |
| Förlust  | 12-3  | Kelvin Gastelum (USA)                 | Domslut (enhälligt)     | UFC Fight Night: Swanson vs. Stephens    | 28 juni 2014     | 3    | 5:00 | San Antonio, TX, USA      | Catchvikt 172,75 lb / 78,4 kg |
| Vinst    | 13-3  | Alexander Jakovlev (RUS)              | Domslut (enhälligt)     | UFC Fight Night: Nelson vs. Story        | 4 oktober 2014   | 3    | 5:00 | Stockholm, Sverige        |                               |
| Förlust  | 13-4  | Albert Tumenov (RUS)                  | Domslut (enhälligt)     | UFC on Fox: Gustafsson vs. Johnson       | 24 januari 2015  | 3    | 5:00 | Stockholm, Sverige        |                               |
| Förlust  | 13-5  | Bojan Veličković (SER)                | KO (slag)               | UFC Fight Night: Gustafsson vs. Teixeira | 28 maj 2017      | 3    | 4:37 | Stockholm, Sverige        |                               |
| Vinst    | 14-5  | Daniel Acacio (BRA)                   | Domslut (enhälligt)     | Superior Challenge 18                    | 1 december 2018  | 3    | 5:00 | Stockholm, Sverige        |                               |
| Vinst    | 15-5  | Dylan Andrews (NZL)                   | Domslut (enhälligt)     | Superior Challenge 19                    | 11 maj 2019      | 3    | 5:00 | Stockholm, Sverige        | Vann mellanviktstiteln        |
| Vinst    | 16-5  | Marcelo Alfaya (BRA)                  | Domslut (enhälligt)     | Superior Challenge 20                    | 7 december 2019  | 3    | 5:00 | Stockholm, Sverige        | Försvarade mellanviktstiteln  |

### Amatör-MMA
| Resultat | Facit | Motståndare             | Metod           | Evenemang        | Datum        | Rond | Tid  | Plats             | Notering |
| -------- | ----- | ----------------------- | --------------- | ---------------- | ------------ | ---- | ---- | ----------------- | -------- |
| Förlust  | 0-1   | Jasper Gunnarsson (SWE) | Domslut (delat) | Cage Challenge 1 | 2 april 2005 | 1    | 5:00 | Göteborg, Sverige |          |